# S5 0014+81
S5 0014+81 är en avlägsen, kompakt, hyperluminös kvasar i stjärnbilden Cepheus nära norra himmelspolen. 

## Supermassivt svart hål
En grupp astronomer som använde Swiftteleskopet uppmätte år 2007 massan hos kvasarens supermassiva svarta hål med hjälp av objektets luminositet. Massan uppskattas till 40 miljarder solmassor, vilket gör det svarta hålet till det största kända i universum, 10 000 gånger massivare än det svarta hålet i Vintergatans centrum.
Hålets Schwarzschildradie är omkring 120 miljarder kilometer, ungefär 40 gånger avståndet mellan Solen och Pluto.